# Prosopanche demogorgoni
Prosopanche demogorgoni — вид квіткових рослин родини гіднорових (Hydnoraceae). Описаний у 2019 році.

## Етимологія
Демогоргон — вигадане чудовисько з телесеріалу «Дивні дива», рот якого нагадує квітку P. demogorgoni. Також це божество або могутня споконвічна демонічна істота підземного світу, приписується до грецької міфології.

## Поширення
Ендемік Бразилії. Виявлений у штаті Санта-Катарина на півдні країни у регіоні Атлантичного лісу.

## Опис
Вид морфологічно схожий на P. bonacinai, який має пиляки, складені у 20–30 тек. Синандрій розміром 5–6 × 3–4 мм, чашолистки 15–20 × 5–8 мм.

## Оригінальний опис
- Luis Adriano Funez, Weslley Ribeiro-Nardes, Thiago Kossmann, Nivaldo Peroni and Elisandro Ricardo Drechsler dos Santos. 2019. Prosopanche demogorgoni: A New Species of Prosopanche (Aristolochiaceae: Hydnoroideae) from southern Brazil. Phytotaxa. 422(1); 93–100. DOI: 10.11646/phytotaxa.422.1.6